# Muhammad as-Sa’id
Muhammad Mustafa as-Sa’id (arab. محمد مصطفى السعيد) – egipski zapaśnik walczący w stylu klasycznym. Złoty medalista mistrzostw Afryki w 2003. Szósty w Pucharze Świata w 2002 roku.